# Kostel Narození svatého Jana Křtitele (Zeměchy)
Kostel Narození svatého Jana Křtitele se nachází ve vsi Zeměchy, části města Kralupy nad Vltavou v okrese Mělník. Kostel je chráněn jako kulturní památka České republiky.

## Historie
Původní kostel stával v obci v místech dnešní autobusové zastávky, jeho existence je doložena již v roce 1352. Tyto stavby byly zničeny během husitských válek a následně v třicetileté válce. Současný barokní kostel s vedle stojící samostatnou zvonicí byl postaven v roce 1723 na mírném návrší nad návsí. Jeho autorem je pravděpodobně pražský architekt a stavitel Václav Špaček.

## Popis
Zvonice má cibulovou báň. Loď kostela má šindelovou střechu se sanktusníkem. Kolem kostela je hřbitov. V kostele byl umístěn téměř 150 let dřevěný polychromovaný reliéf Poslední večeře Páně, pocházející původně z Betlémské kaple v Praze. Od roku 1918 je reliéf v Národním muzeu v Praze.

## Galerie

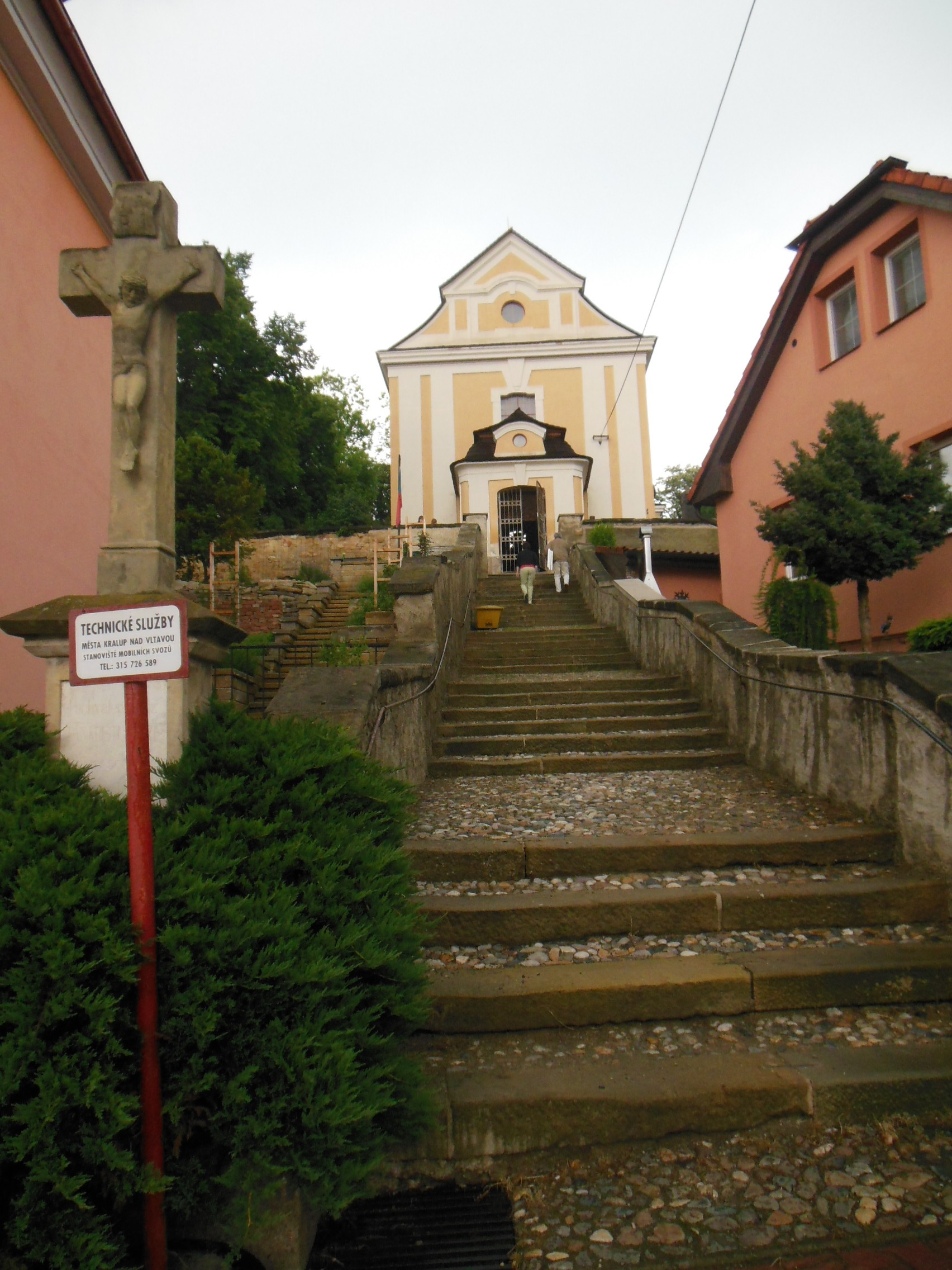
Schodiště ke kostelu
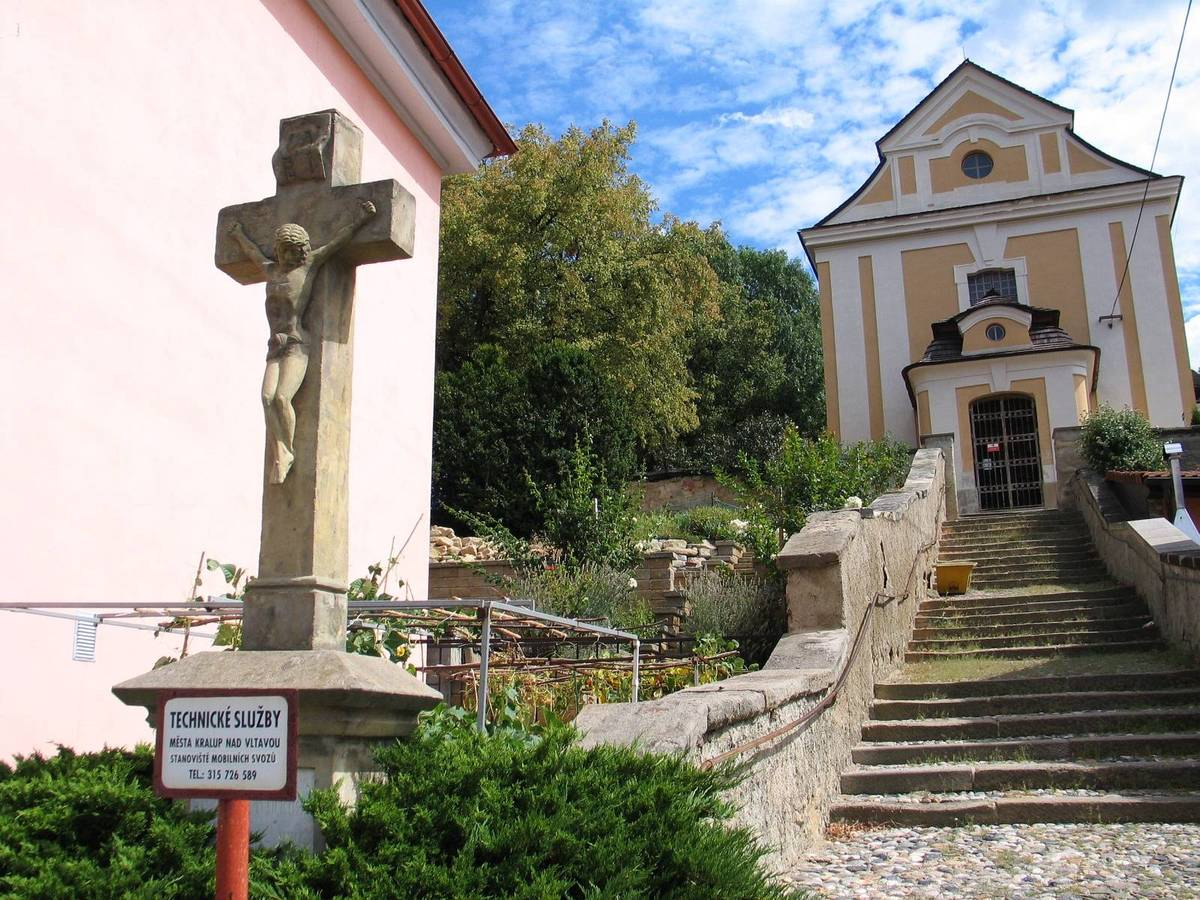
Kříž u schodiště
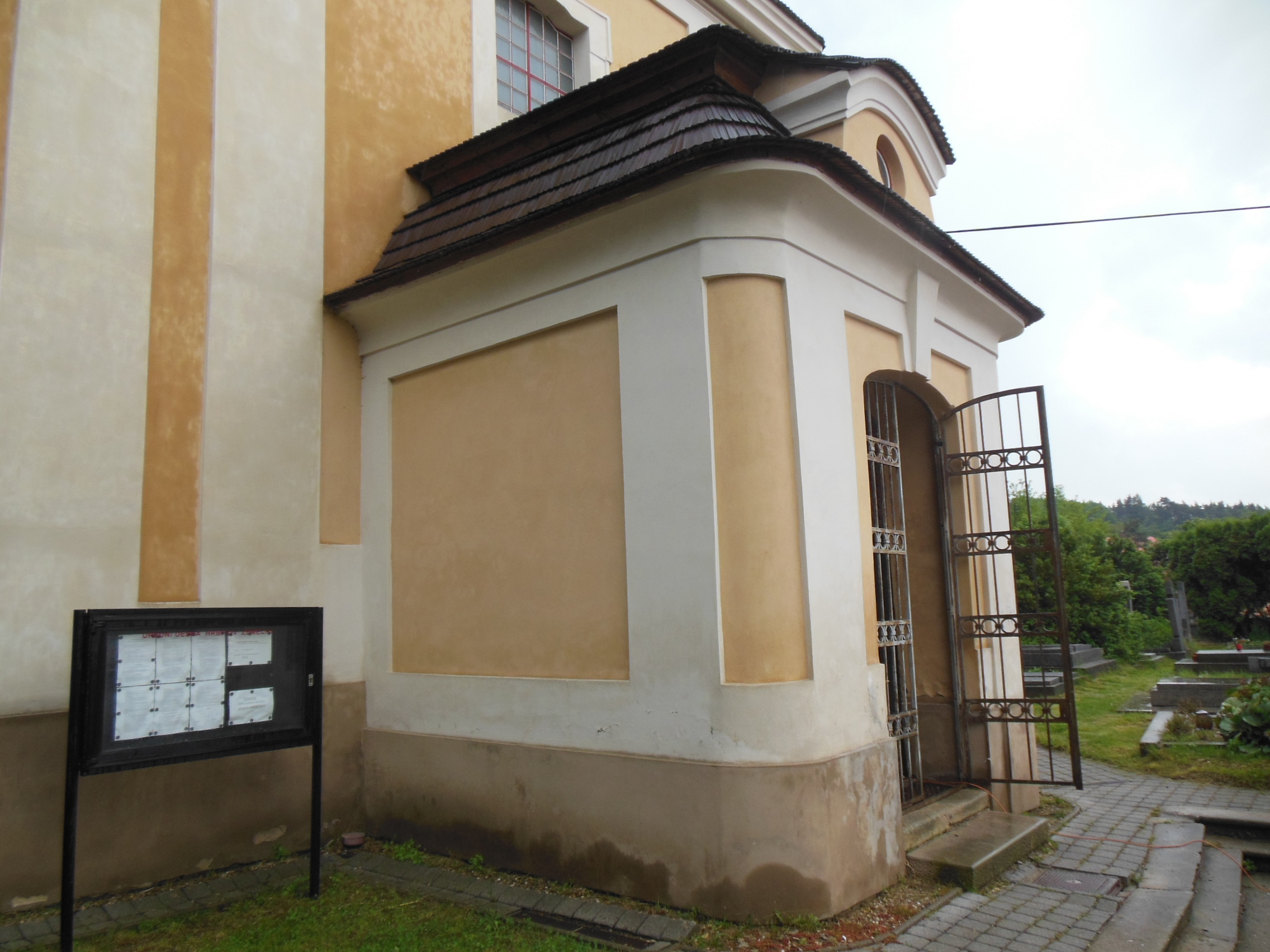
Vchod
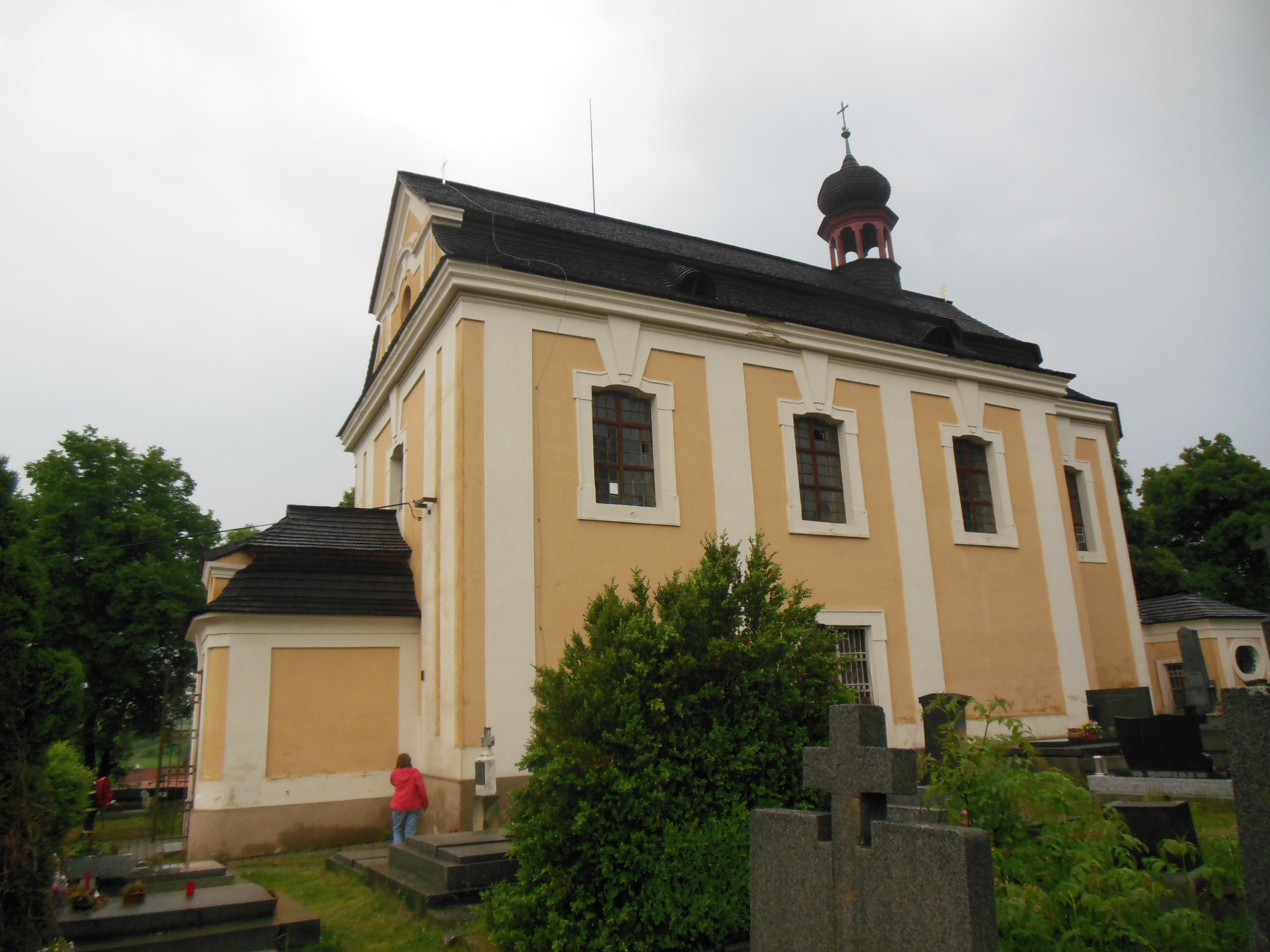
Boční pohled
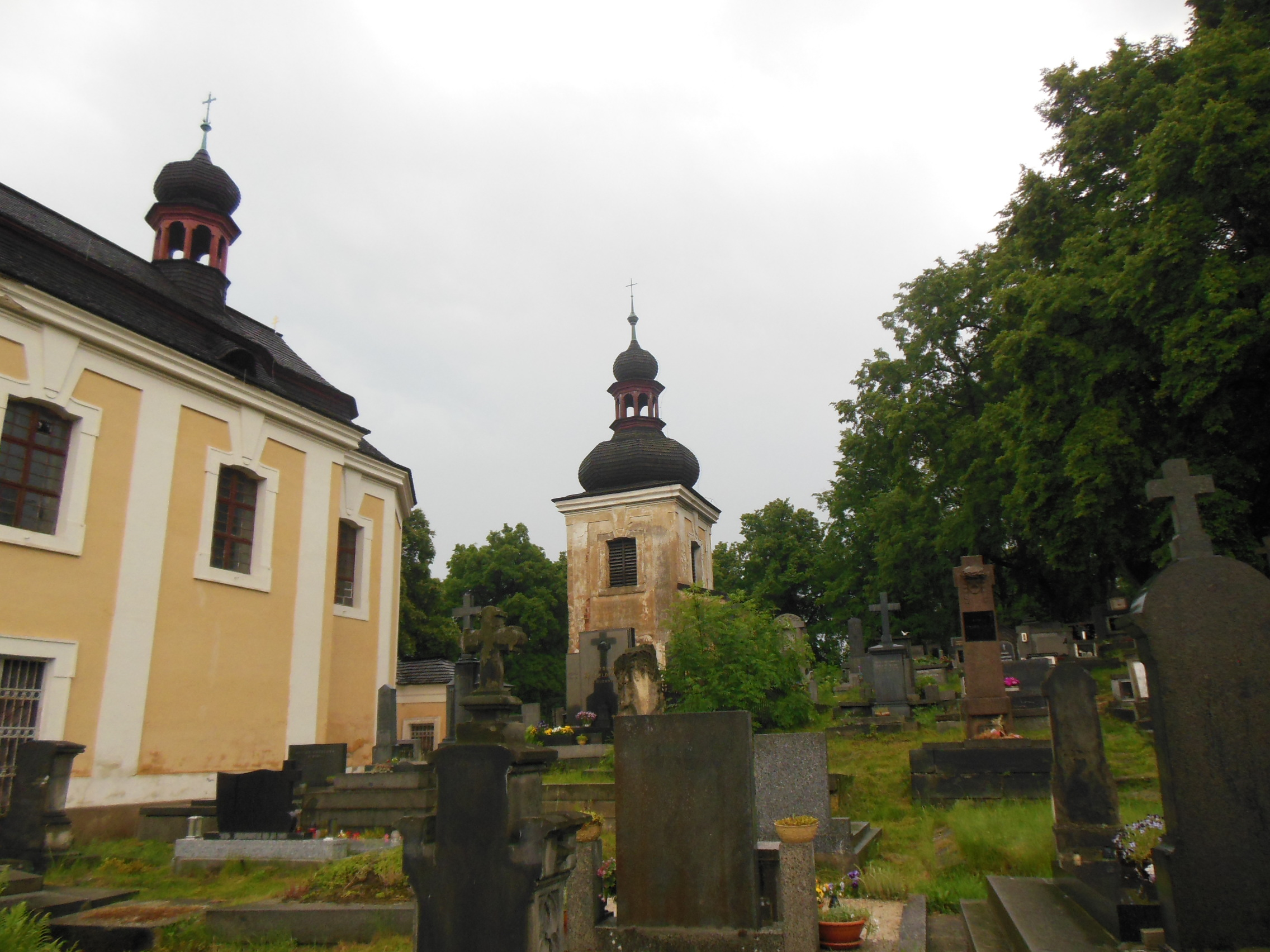
Kostel, zvonice a hřbitov
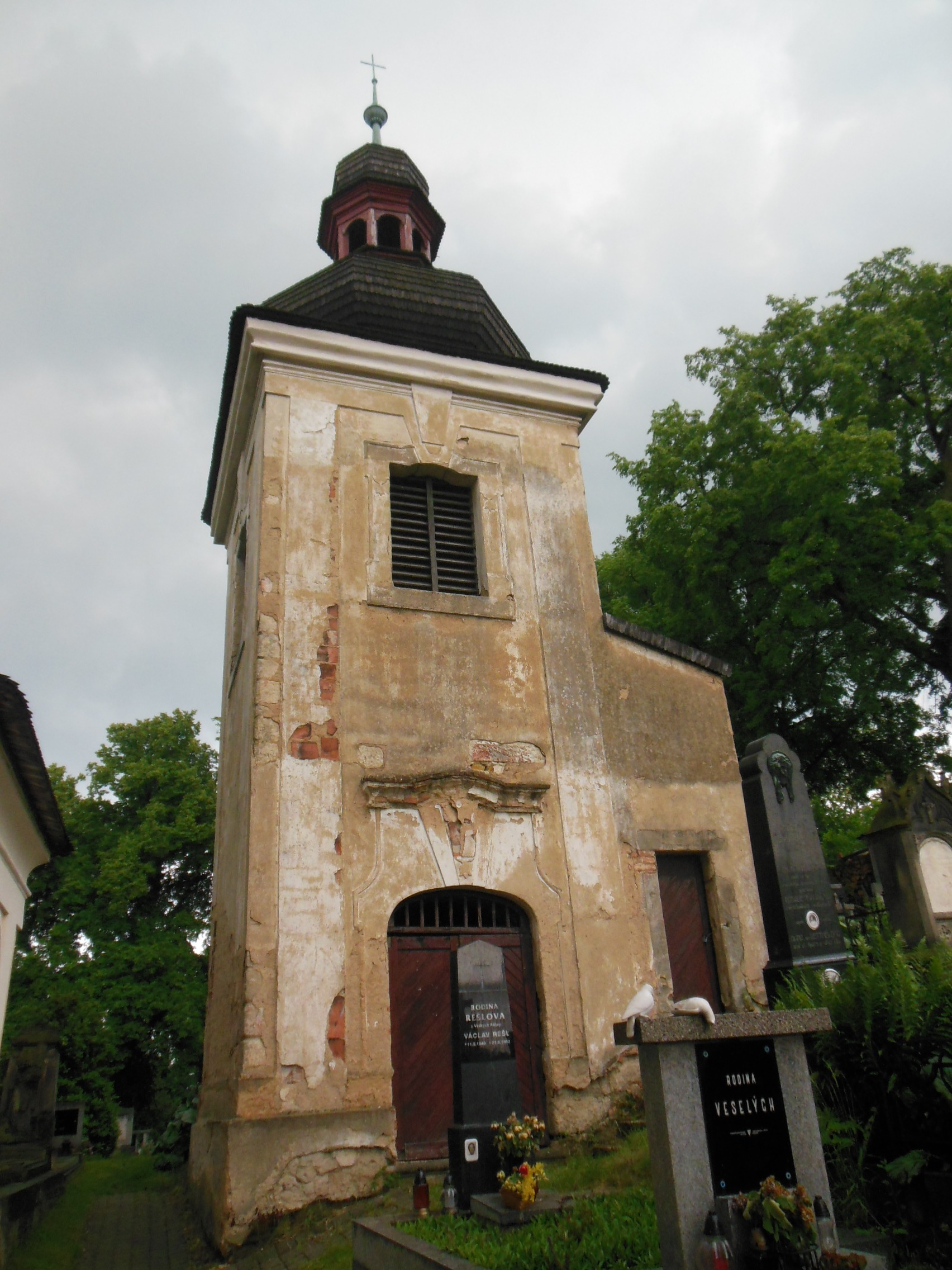
Zvonice
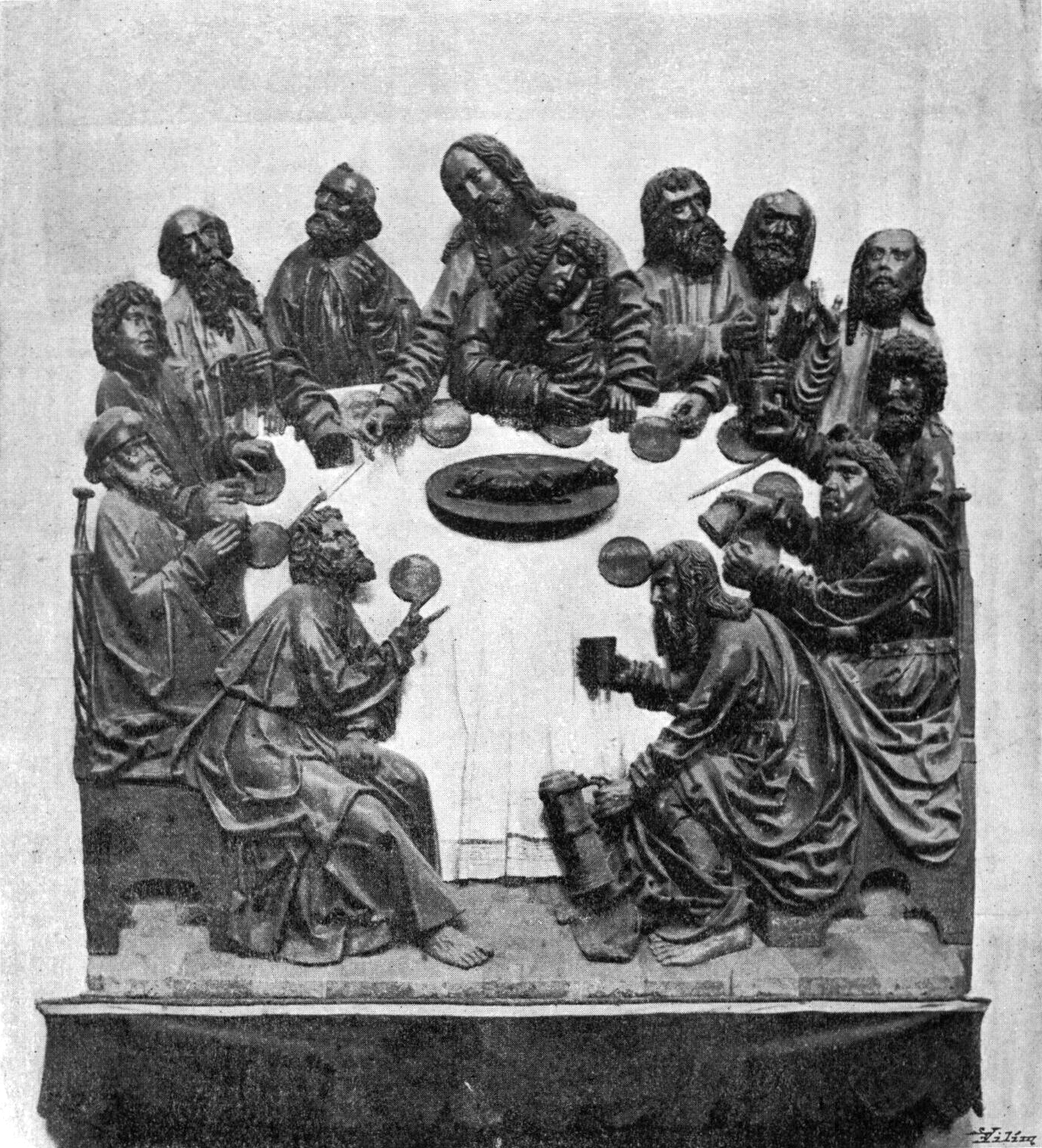
Reliéf Poslední večeře Páně
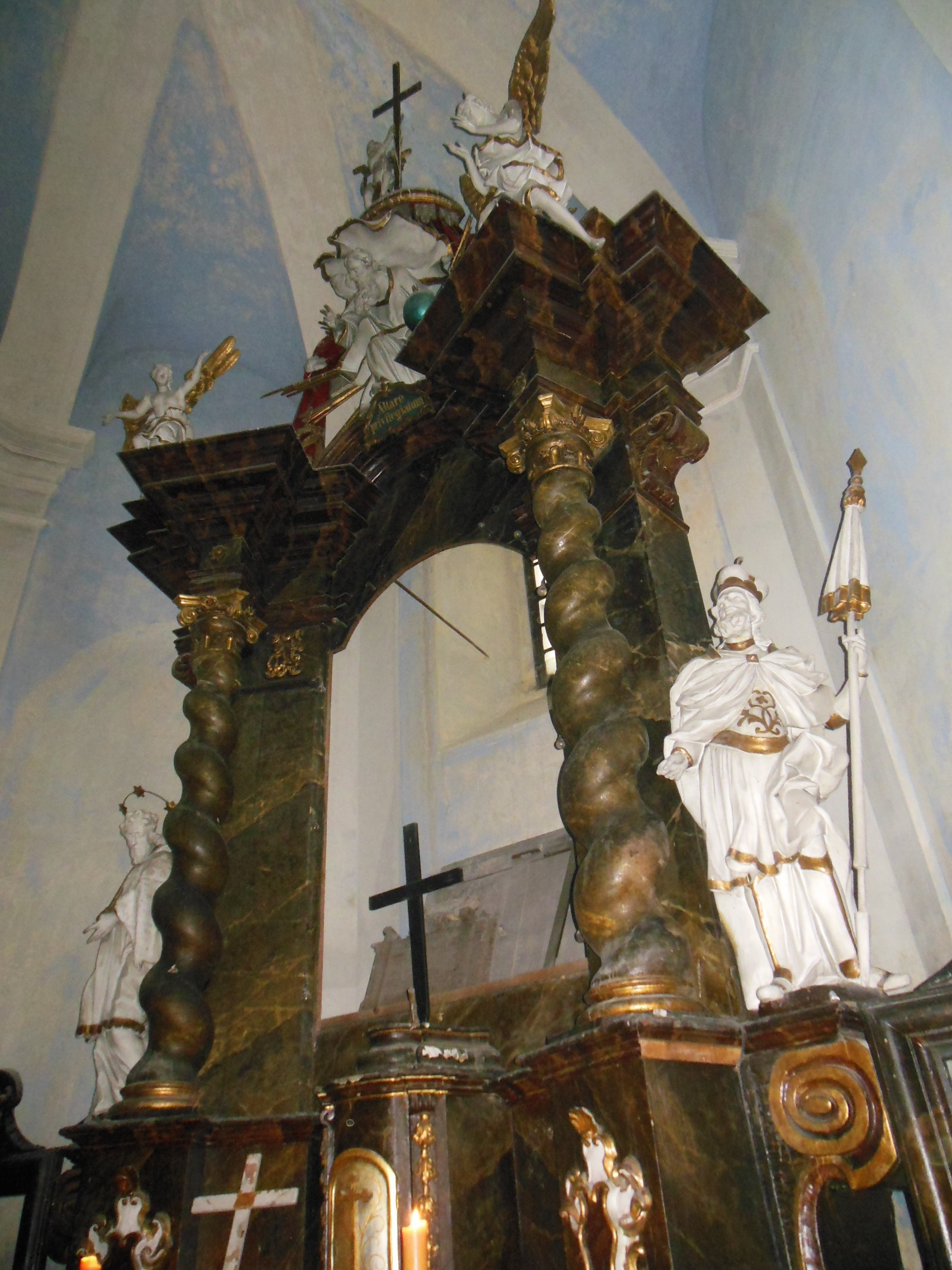
Hlavní oltář